# Tolhuis (gebouw)

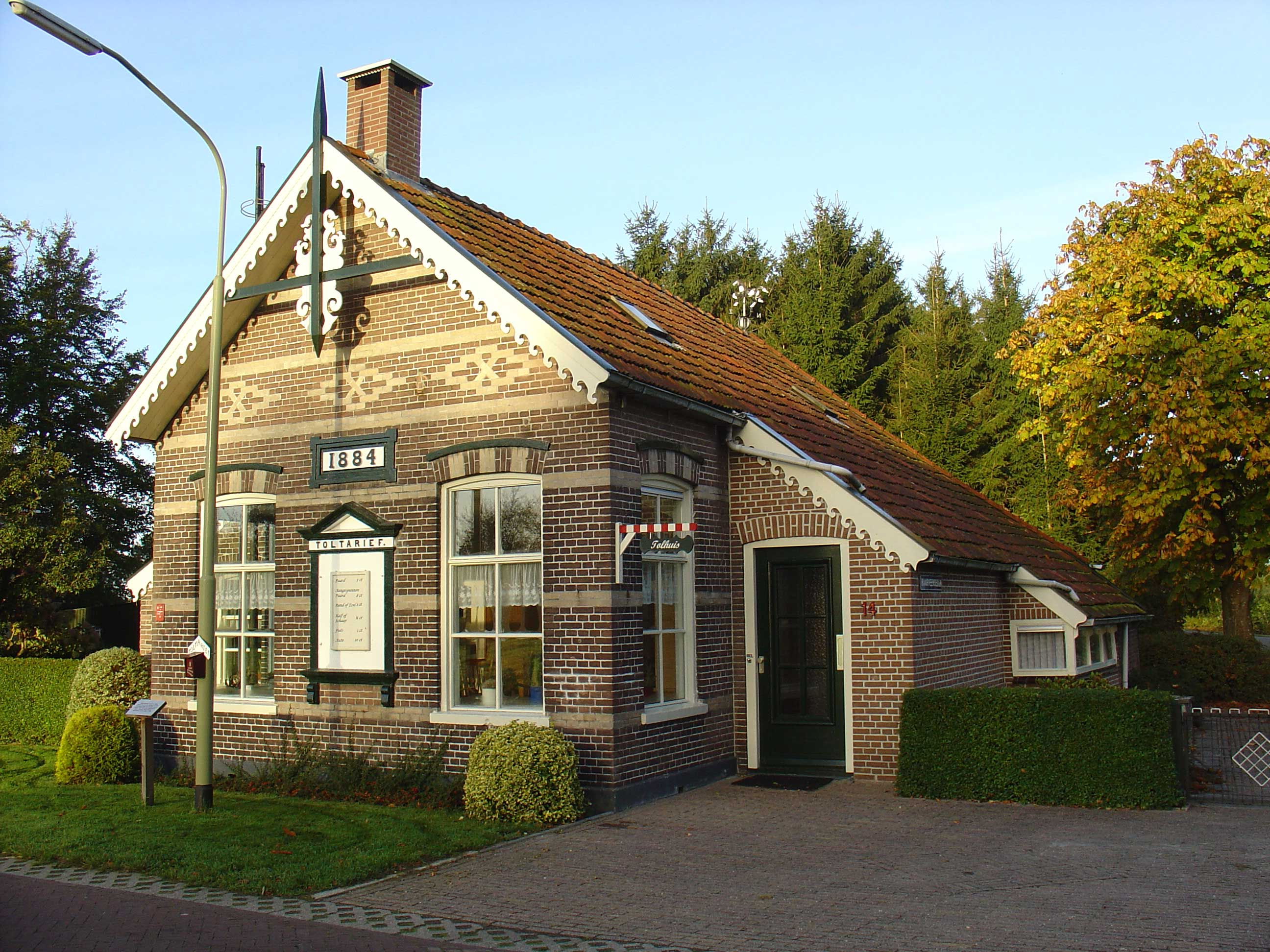
Voormalig tolhuis nabij Foxwolde (Drenthe)

Een tolhuis is een gebouw aan een verkeers- of waterweg, waar tol werd geheven en betaald. Het kon daarbij gaan om een soort invoerheffing (men spreekt dan ook wel van accijnshuis) of om tol voor weg- of waterverbindingen (bijvoorbeeld tolwegen of tolbruggen). In het laatste geval was het tolhuis meestal ook de dienstwoning van de tolgaarder of tolpachter. Tollen werden vaak verpacht. De tolpachter betaalde dan aan de landsheer (later de overheid) een bedrag per jaar voor het recht tol te heffen, inclusief bewoning van het tolhuis. In Nederland na de middeleeuwen werden de tollen vaak verpacht door de Staten van het gewest of door de stad, later door de rijksoverheid, de provincie, of de gemeente. In de 19e en 20e eeuw werden de meeste van deze tollen in Nederland opgeheven.
Een tolhuis kon in de middeleeuwen de vorm van een kasteel aannemen, zoals het tolhuis van Lobith of het Tolhuis Niemandsvriend. Het was dan tevens een verblijfplaats voor de landsheer en zijn gevolg.

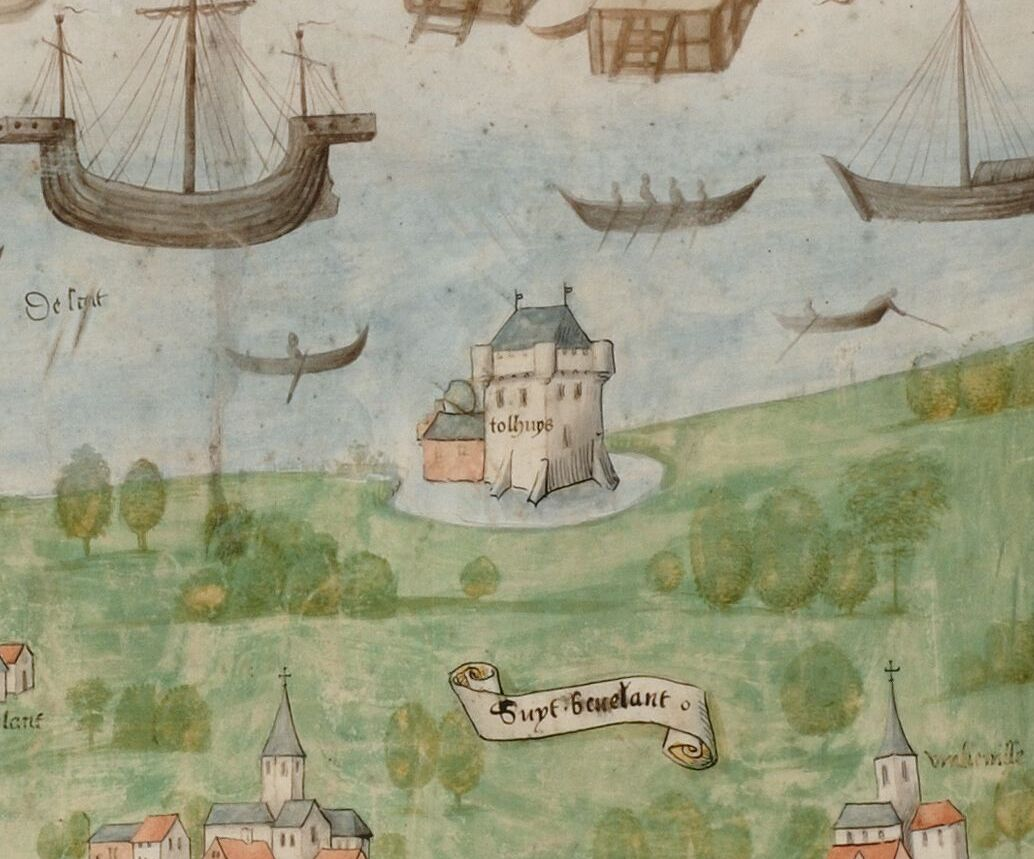
Tolhuis Iersekeroord

## Noemenswaardige tolhuizen
- Tolhuis (Brugge), historisch gebouw in Brugge
- Tolhuis (Gorinchem), historisch gebouw in Gorinchem
- Tolhuis (Gouda), historisch gebouw in Gouda
- Tolhuis (Lobith), voormalig kasteel nabij Lobith